# Ian Haug
Ian Haug (ur. 21 lutego 1970 w Brisbane, Australia) – australijski muzyk, gitarzysta i wokalista zespołu Powderfinger od 1989. Razem z Johnem Collinsem jest współzałożycielem formacji. Ponadto członek założonej przez siebie grupy The Predators.
Spotyka się z fanką Powderfinger, Natalią Oates.

## Dyskografia

### Z Powderfinger

#### Albumy studyjne
| Rok                                                                                          | Szczegóły dot. albumu                                                                       | Pozycje na listach | Pozycje na listach | Certyfikaty     |
| Rok                                                                                          | Szczegóły dot. albumu                                                                       | AUS                | NZ                 | Certyfikaty     |
| -------------------------------------------------------------------------------------------- | ------------------------------------------------------------------------------------------- | ------------------ | ------------------ | --------------- |
| 1994                                                                                         | Parables for Wooden Ears - Wydany: 18 lipca 1994 - Wytwórnia: Polydor                       | —                  | —                  |                 |
| 1996                                                                                         | Double Allergic - Wydany: 2 września 1996 - Wytwórnia: Polydor (533 153-2)                  | 4                  | —                  | AUS: 3× platyna |
| 1998                                                                                         | Internationalist - Wydany: 7 września 1998 - Wytwórnia: Polydor (547 795-2)                 | 1                  | —                  | AUS: 5× platyna |
| 2000                                                                                         | Odyssey Number Five - Wydany: 4 września 2000 - Wytwórnia: Grudge (5490922)                 | 1                  | 15                 | AUS: 8× platyna |
| 2003                                                                                         | Vulture Street - Wydany: 4 lipca 2003 - Wytwórnia: Universal (038 353-2)                    | 1                  | 17                 | AUS: 6× platyna |
| 2007                                                                                         | Dream Days at the Hotel Existence - Wydany: 2 czerwca 2007 - Wytwórnia: Universal (1735251) | 1                  | 26                 | AUS: 3× platyna |
| "—" oznacza, ze album nie pojawił się na danej liście, bądź nie został wydany w danym kraju. |                                                                                             |                    |                    |                 |

#### Single
| Rok                                                                                           | Tytuł                                                | Pozycja na listach | Pozycja na listach | Album                                             |
| Rok                                                                                           | Tytuł                                                | AUS                | NZ                 | Album                                             |
| --------------------------------------------------------------------------------------------- | ---------------------------------------------------- | ------------------ | ------------------ | ------------------------------------------------- |
| 1994                                                                                          | "Tail"                                               | —                  | —                  | Parables for Wooden Ears                          |
| 1994                                                                                          | "Grave Concern"                                      | —                  | —                  | Parables for Wooden Ears                          |
| 1994                                                                                          | "Save Your Skin"                                     | —                  | —                  | Parables for Wooden Ears                          |
| 1996                                                                                          | "Pick You Up"                                        | 23                 | —                  | Double Allergic                                   |
| 1996                                                                                          | "D.A.F."                                             | 39                 | —                  | Double Allergic                                   |
| 1997                                                                                          | "Living Type"                                        | 42                 | —                  | Double Allergic                                   |
| 1997                                                                                          | "Take Me In"                                         | 91                 | —                  | Double Allergic                                   |
| 1998                                                                                          | "The Day You Come"                                   | 25                 | —                  | Internationalist                                  |
| 1998                                                                                          | "Don't Wanna Be Left Out/Good-Day Ray"               | 59                 | —                  | Internationalist                                  |
| 1998                                                                                          | "Already Gone"                                       | 64                 | —                  | Internationalist                                  |
| 1999                                                                                          | "Passenger"                                          | 30                 | —                  | Internationalist                                  |
| 2000                                                                                          | "My Happiness                                        | 4                  | 7                  | Odyssey Number Five                               |
| 2000                                                                                          | "Like a Dog"                                         | 40                 | —                  | Odyssey Number Five                               |
| 2000                                                                                          | "My Kind of Scene"                                   | —                  | 41                 | Odyssey Number Five                               |
| 2000                                                                                          | "The Metre/Waiting for the Sun"                      | 31                 | —                  | Odyssey Number Five                               |
| 2003                                                                                          | "(Baby I've Got You) On My Mind"                     | 9                  | —                  | Vulture Street                                    |
| 2003                                                                                          | "Love Your Way"                                      | 37                 | —                  | Vulture Street                                    |
| 2004                                                                                          | "Sunsets"                                            | 11                 | 38                 | Vulture Street                                    |
| 2004                                                                                          | "Since You've Been Gone"                             | 51                 | —                  | Vulture Street                                    |
| 2004                                                                                          | "Stumblin'"                                          | —                  | —                  | These Days: Live in Concert                       |
| 2004                                                                                          | "Bless My Soul"                                      | —                  | —                  | Fingerprints: The Best of Powderfinger, 1994-2000 |
| 2007                                                                                          | "Lost and Running"                                   | 5                  | —                  | Dream Days at the Hotel Existence                 |
| 2007                                                                                          | "I Don't Remember"                                   | 42                 | —                  | Dream Days at the Hotel Existence                 |
| 2007                                                                                          | "Nobody Sees"                                        | 51                 | —                  | Dream Days at the Hotel Existence                 |
| 2008                                                                                          | "Who Really Cares (Featuring the Sound of Insanity)" | —                  | —                  | Dream Days at the Hotel Existence                 |
| 2008                                                                                          | "Wishing on the Same Moon"                           | —                  | —                  | Dream Days at the Hotel Existence                 |
| "—" oznacza, że singel nie pojawił się na danej liście, bądź nie został wydany w danym kraju. |                                                      |                    |                    |                                                   |

### Z Far Out Corporation
- FOC (album studyjny; 1998; Polydor Records)[10]:

1. "Don't Blame the Beam"
2. "Hold"
3. "Sick Bed"
4. "Montreal"
5. "Shadow Overload"
6. "If You Want Release"
7. "Sketch"
8. "The Shower Song"
9. "Suicide at Home"
10. "Parachute"
11. "Still Burn Down"

### Z The Predators
- Pick Up the Pace (EP; 2006; Dew Process):

1. "Pick Up the Pace" – 2:44
2. "Paintings"
3. "My Line"
4. "Precious Moments"
5. "High And Low"
6. "Still My Friend"